# Priboj, Vladičin Han
Priboj (izvirno srbsko Прибој) je naselje v Srbiji, ki upravno spada pod Občino Vladičin Han; slednja pa je del Pčinjskega upravnega okraja.

## Demografija
V naselju živi 316 polnoletnih prebivalcev, pri čemer je njihova povprečna starost 40,7 let (38,2 pri moških in 43,2 pri ženskah). Naselje ima 131 gospodinjstev, pri čemer je povprečno število članov na gospodinjstvo 2,99.
To naselje je, glede na rezultate popisa iz leta 2002, večinoma srbsko, a v času zadnjih 3 popisov je opazen porast števila prebivalcev.
|  |

| Demografija | Demografija     | Demografija     |
| Leto        | Št. prebivalcev | Št. prebivalcev |
| ----------- | --------------- | --------------- |
|             |                 |                 |
|             |                 |                 |
|             |                 |                 |
|             |                 |                 |
| 1948        | 536             |                 |
| 1953        | 532             |                 |
| 1961        | 478             |                 |
| 1971        | 359             |                 |
| 1981        | 334             |                 |
| 1991        | 391             | 391             |
| 2002        | 394             | 392             |
|             |                 |                 |

| Etnična sestava po popisu iz leta 2002 | Etnična sestava po popisu iz leta 2002 | Etnična sestava po popisu iz leta 2002 | Etnična sestava po popisu iz leta 2002 | Etnična sestava po popisu iz leta 2002 |
| -------------------------------------- | -------------------------------------- | -------------------------------------- | -------------------------------------- | -------------------------------------- |
| Srbi                                   | Srbi                                   |                                        | 391                                    | 99,74%                                 |
| Makedonci                              | Makedonci                              |                                        | 1                                      | 0,25%                                  |
| Neznano                                | Neznano                                |                                        | 0                                      | 0,0%                                   |